# Old Chitambo

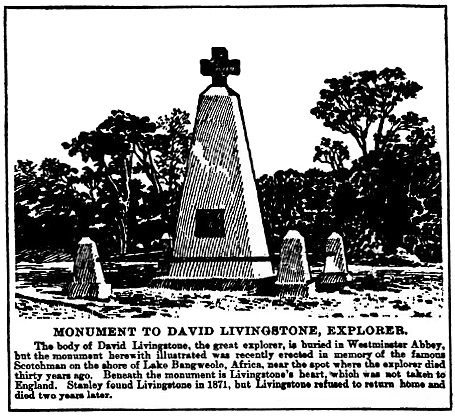
Livingstonemonumentet.

Chitambo var en liten by i nuvarande Zambia, där David Livingstone uppehöll sig vid sin död. Vid sekelskiftet hade byn flyttats till en annan plats efter hövdingen Chitambos död. På den ursprungliga platsen finns numera bara minnesmärket Livingstone Memorial. Byn ligger vid Bangweulusjön. 